# SIPA S.200
Die SIPA S.200 Minijet war weltweit das erste leichte düsengetriebene Sportflugzeug des französischen Herstellers Société industrielle pour l’aéronautique.

## Geschichte
Die Entwicklung der SIPA S.200 wurde von Yves Gardan im Februar 1951 begonnen.
Der Erstflug des ersten von zwei Prototypen erfolgte am 14. Januar 1952. Der zweite Prototyp wurde mit der Option versehen, Flügelspitzentanks anzubringen, um damit die Reichweite zu erhöhen.
Eine Vorserienproduktion über fünf Minijets erfolgte 1955/56. Pläne für die Weiterentwicklung des Modells wurden jedoch fallen gelassen.

## Konstruktion
Das Flugzeug war ein Schulterdecker und besaß doppelte Leitwerksträger mit vertikalen Stabilisatoren. Die Kabine war in einer zentralen Rumpfgondel untergebracht und verfügte über zwei nebeneinander angeordnete Sitze.
Die SIPA S.200 war für Kunstflug ausgelegt und wurde von einem Turbomeca Palas Düsentriebwerk mit 1,5 kN Schub angetrieben.

## Technische Daten
| Kenngröße             | Daten                                          |
| --------------------- | ---------------------------------------------- |
| Besatzung             | 1                                              |
| Passagiere            | 1                                              |
| Länge                 | 5,18 m                                         |
| Spannweite            | 8 m                                            |
| Höhe                  | 1,78 m                                         |
| Flügelfläche          | 9,6 m²                                         |
| Flügelstreckung       | 6,7                                            |
| Leermasse             | 523 kg                                         |
| max. Startmasse       | 880 kg                                         |
| Reisegeschwindigkeit  | 358 km/h                                       |
| Höchstgeschwindigkeit | 398 km/h                                       |
| Dienstgipfelhöhe      | 7927 m                                         |
| Reichweite            | 563 km                                         |
| Triebwerke            | 1 × Turbomeca Palas mit 1,5 kN (330 lbf) Schub |